# Indigofera hirsuta
Indigofera hirsuta är en ärtväxtart som beskrevs av Carl von Linné. Indigofera hirsuta ingår i släktet indigosläktet, och familjen ärtväxter. Inga underarter finns listade i Catalogue of Life.

## Bildgalleri

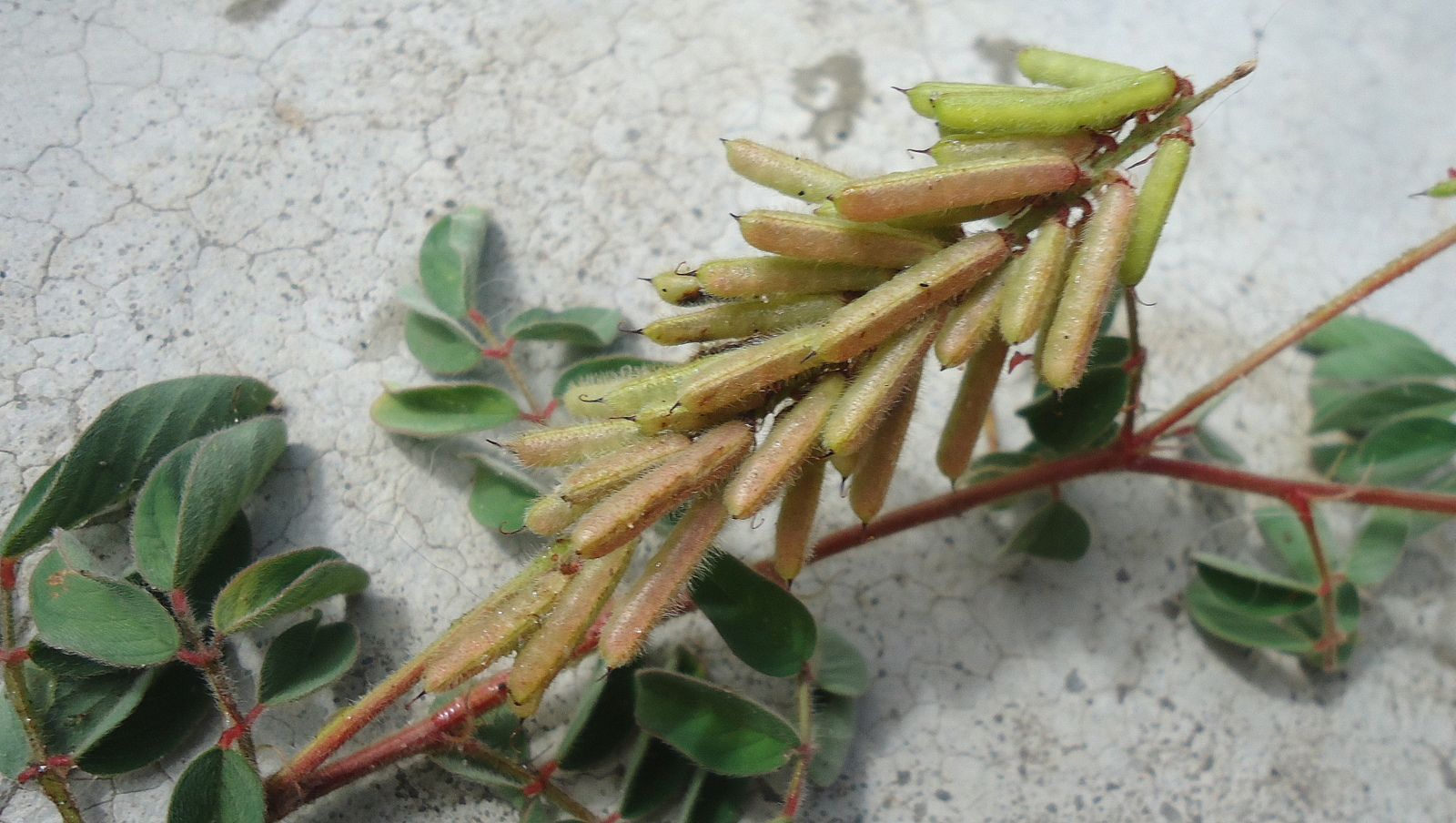
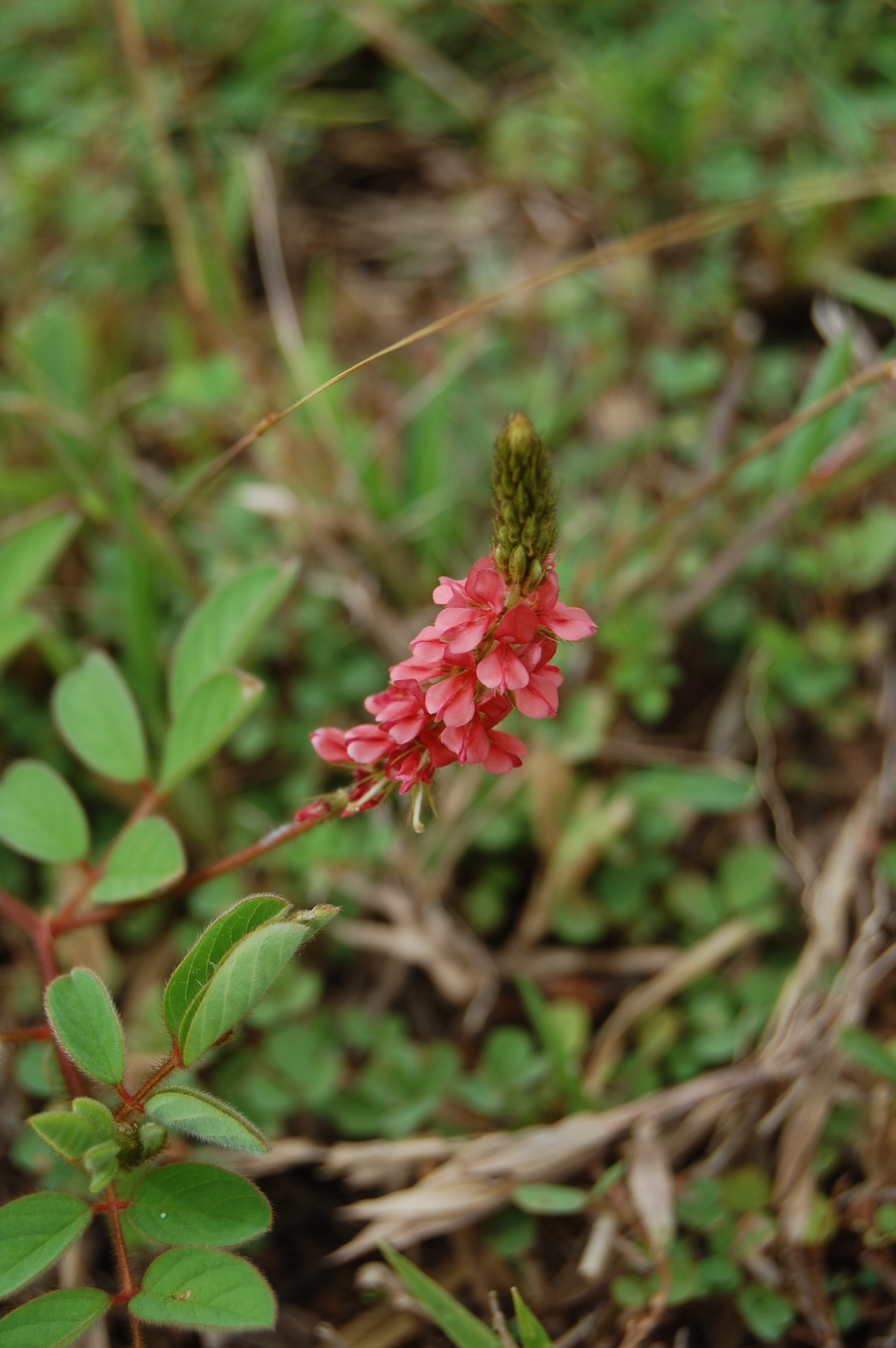